# 扎里斯基拓扑

在仿射平面的扎里斯基拓撲中，此多项式的圖像是閉集。

在代数几何和交换代数中，扎里斯基拓扑是定義在代数簇上的拓扑。其由奥斯卡·扎里斯基首先提出，及後用作給出一般交换环的素理想集的拓撲結構，稱為環的谱。
有了扎里斯基拓扑，無論一個代數簇的基域是否一個拓撲域（即一個域，其上可定義一個拓撲，使得加法和乘法都是連續函數），都可應用拓扑学的工具到代数簇的研究上。这是概形论的基本思想，有了它才允许將多個仿射簇黏合，而成一個一般的代數簇，正如流形理论中，流形由多個坐标卡（實仿射空间的開集）黏合而成一樣。
將一個代數簇的代數子集定義為閉集，就得到該代數簇的扎里斯基拓扑。若該代數簇定義在复数上，則扎里斯基拓扑比通常的拓扑结构更粗糙，因为每一个代数集在通常的拓撲中也都是闭集。
扎里斯基拓撲在交換環的素理想集上的推廣可從希尔伯特零点定理得到，因為該定理說，代數閉域上的仿射簇的點，與該仿射簇的坐標環的极大理想一一對應。因此可如下定義一個交換環的極大理想集上的扎里斯基拓撲：若干極大理想的集合是閉集，當且僅當該些極大理想就是包含某一理想的所有極大理想。格罗滕迪克的概形論中還有另一個基本思想，就是不單考慮對應某個極大理想的點，還要考慮任意（不可約的）代數簇，即對應素理想的點。 所以交換環的素理想集（稱為「譜」）上的扎里斯基拓撲滿足：若干素理想的集合為閉集，當且僅當該些素理想就是包含某一理想的所有素理想。

## 代數簇的扎里斯基拓撲
在古典的（即格罗滕迪克尚未於約 1960 年提出概形概念前）代數幾何，扎里斯基拓撲是定義在代数簇上的。扎里斯基拓撲定義該代數簇的代數子集為閉集。由於最簡單的代數簇就是仿射簇和射影簇，有必要先明確給出其上扎里斯基拓撲的詳細定義。以下取定 k 為一個代數閉域（古典代數幾何的 k 幾乎總是複數域）。

### 仿射簇
首先定义仿射空间 {\displaystyle \mathbb {A} ^{n}}（即 k 上的 n 維向量空間）上的拓撲。這個拓扑是通過指定其閉集，而非指定其開集來定義的。其所有閉集就是
{\displaystyle V(S)=\{x\in \mathbb {A} ^{n}\mid f(x)=0,\forall f\in S\}}
其中 S 是 k 上任意的若干個 n 元多項式的集合。 可以驗證：
- V(S) = V((S)), 其中 (S) 是由 S 的元素生成的理想；
- 對任意兩個由多項式組成的理想 I, J, 有
  1. {\displaystyle V(I)\cup V(J)\,=\,V(IJ);}
  2. {\displaystyle V(I)\cap V(J)\,=\,V(I+J).}

因此，形如 V(S) 的集合，其有限並和任意交亦將具有此种形式，從而以該些集合為閉集，可以定義一個拓撲結構。（這等價於，它們的補集就是該拓撲的所有開集。記 V(S) 的補集為 D(S)，称为主开集）此謂之 {\displaystyle \mathbb {A} ^{n}} 上的扎里斯基拓撲。
若 X 是一个仿射代數集（不論可約與否），則可將 X 視為某 {\displaystyle \mathbb {A} ^{n}} 的子空間，並定義 X 上的扎里斯基拓撲為 {\displaystyle \mathbb {A} ^{n}} 的扎里斯基拓撲的子空间拓扑。等價地，可以驗證：
- 坐標环

{\displaystyle A(X)\,=\,k[x_{1},\dots ,x_{n}]/I(X)}
的元素作用在 X 上，正如 {\displaystyle k[x_{1},\dots ,x_{n}]} 的元素作用在 {\displaystyle \mathbb {A} ^{n};}
- 对任何的多项式集 S, 設 T 為其在 A(X) 的像，則 X 的子集

{\displaystyle V'(T)=\{x\in X\mid f(x)=0,\forall f\in T\}}
等於 X 與 V(S) 的交。
這就說明可以在任意仿射簇上定義一個扎里斯基拓撲。

### 射影簇
在 {\displaystyle \mathbb {A} ^{n+1}} 中，視任兩個相差 k 中的標量倍的點為等同，這樣得到的等價類的集合稱為 n 維射影空間 {\displaystyle \mathbb {P} ^{n}.} 多項式環 {\displaystyle k[x_{0},\dots ,x_{n}]} 中的元素不都是 {\displaystyle \mathbb {P} ^{n}} 上的函數，因為即使是同一點，也能以不同的坐標表示，而代入一個多項式時便會得到不同的值；但是卻可以確定一個齊次多項式在某點是否為零，因為如果一點能以兩組坐標表示，則一組為另一組的標量倍，而該標量可以在齊次多項式各項中提取出來。所以若 S 為若干個齊次多項式的集合，則可定義
{\displaystyle V(S)=\{x\in \mathbb {P} ^{n}\mid f(x)=0,\forall f\in S\}.}
上一節的幾個結論，把「理想」一詞換成本節的「齊次理想」之後，將繼續適用。於是，對任意的齊次多項式集 S, 以 V(S) 為閉集，可以定義 {\displaystyle \mathbb {P} ^{n}.} 同樣以 D(S) 表示 V(S) 的補集，但當可能引起誤會時，改為用 D′(S).
要定義射影代數集上的射影扎里斯基拓撲，正如定義仿射代數集上的仿射扎里斯基拓撲，將之定義為相應的射影空間的子空間拓撲即可。又或者，這個拓撲是射影坐標環內蘊的：根據仿射簇一節的等式，可以僅用坐標環的子集定義出一個射影代數集上的扎里斯基拓撲。

### 性質
此種拓撲都具有一組基，該組基由對應每個多項式（對於射影簇，則為齊次多項式）f 的 D(f) 組成。要證明这些形式的元素組成一組基，可以考慮 (S) 的各生成元所生成的主理想，並反覆運用兩個閉集的交的公式。这些 D(f) 称为 特異 (英語：distinguished) 開集或 基 (英語：basic) 开集。
由希尔伯特基定理和諾特環的基本性質，每個仿射或射影坐標環都是諾特環。於是，具有扎里斯基拓撲的仿射或射影空間都是諾特拓撲空間，故其中每一個閉集都是緊的。
然而，除了有限代數集，並無代數集是豪斯多夫空间。某些舊文獻要求緊空間必須是豪斯多夫的，而代數幾何通常沿用這個定義。於是，現今較常見的「緊」的意思，在代數幾何學表達為「擬緊」(英語：quasicompact) 。不過因為每個點 (a1, ..., an) 都是多項式 x1 - a1, ..., xn - an 的零點集的唯一元素，單點集是閉集，所以每個簇都滿足T1 公理。
簇之間的正則映射相對其上的扎里斯基拓撲是连续的。而且，假如要求單點集均為閉集，又要保持正則映射的連續性，則扎里斯基拓撲是最弱（最少開集）而仍滿足要求的拓撲。原因是，扎里斯基拓撲的閉集就是若干個多項式函數對 {0} 的原像的交，而多項式函數可視為映到{\displaystyle \mathbb {A} ^{1}} 的正則函數。

## 環的譜
现代代数几何裏，一个代數簇经常用其對應的概形表示。这是一种局部同胚於一個環的譜的拓扑空间（此外還具有其他結構）。交換環Ａ 的 譜 记为 Spec(A)，是配備了扎里斯基拓撲的 A 的素理想集，其中闭集具有形式
{\displaystyle V(I)=\{P\in \operatorname {Spec} \,(A)\mid I\subseteq P\}}
當中 I 是一個理想。
這個定義與古典的定義有很大關係。根據希尔伯特零点定理，V(S) （按舊定義）有點 (a1, ..., an) 當且僅當理想 (x1 - a1, ..., xn - an) 包含 S；此外，由「弱」零點定理可知，該些理想均為極大理想，且任何仿射坐標環中的極大理想均具有此種形式。所以，V(S) 與包含 S 的所有極大理想的集合是一樣的。格羅滕迪克定義 Spec 的創新之處，是他將極大理想換成素理想。這樣也可自然地定義環的譜上的閉集。
另一個詮釋現代定義的方法更貼近舊有的。以下將給出一種方法，使 A 的元素可以作為 A 的素理想集上的函數，因此也是 Spec A 上的函數。注意每個素理想 P 都對應一個剩餘域 ，即整環 A/P 的分式域。此外，P  的元素正是那些映到 A/P 會變成 0 的元素，所以對應 A 的每個元素 a ，可以定義以下映射：
{\displaystyle e_{a}\colon {\bigl (}P\in \operatorname {Spec} (A){\bigr )}\mapsto \left({\frac {a\;{\bmod {P}}}{1}}\in \operatorname {Frac} (A/P)\right)}
（「對 a 求值」），其將每個素理想映到 a 在該素理想的剩餘域的像。如此，定義了 Spec A 上的函數（儘管其取值不都在同一個域上），且有
{\displaystyle e_{a}(P)=0\Leftrightarrow P\in V(a)}
一般來說， 對任意的理想 I, V(I)是使 I 中所有「函數」都取零值的點的集合，與古典的定義具有同樣形式。若 A 為代數閉域 k 上的多項式環，則 A 中的極大理想與 k 的元素的 n 元組一一對應，且其剩餘域就是 k, 而「求值」運算正是將該 n 元組代入多項式中求值。從而本段的定義與古典的定義一致，即古典定義就是只考慮極大理想的現代定義，而當現代定義和古典定義兩者皆適用時，也可將現代定義理解成「若干函數的零點集」。
正如 Spec 取代了仿射簇，Proj構造在現代代數幾何中取代了射影簇。如同古典的情況，從仿射到射影，只須把理想皆換成齊次理想即可，不過此時要額外考慮無關極大理想(英語：irrelevant maximal ideal) 帶來的特殊情況。

### 例子

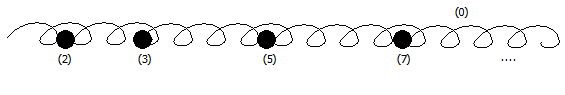
ℤ的譜

- Spec k, 域 k 的譜，是只有一個元素的拓撲空間。
- Spec ℤ, 整数環的譜，其內對應每個素数 p 有一個閉點，因為 ℤ 有極大理想 (p) ⊂ ℤ，還有一個不是閉的泛點（英语：generic point）（即閉包為整個空間的點）對應零理想 (0). 所以 Spec ℤ 中的閉集有且只有整個空間，以及有限個閉點組成的集合。
- Spec k[t], 域 k 上多项式环的譜。該環是一個主理想整环，而不可约多项式為其中的質元素。若 k 是一個代數閉域，例如複數域，則一個非常數的多項式不可約當且僅當其為一次多項式，形如 t − a, 其中 a 是 k 的某個元素。所以，譜中對應 k 的每個元素 a 有一個閉點，還有一個泛點對應零理想。可以證明閉點組成的集合與具備扎里斯基拓撲的仿射直線 k 同胚。因此，一些作者也稱 Spec k[t] 為仿射直線。 若 k 不是代數閉域，例如實數域，k[t] 中就有不可約也非一次的多項式，這使情況變得複雜。ℝ[t] 的譜有閉點 (x − a), 其中 a 為 ℝ 的任意元素，也有閉點 (x2 + px + q), 其中 p, q 為 ℝ 的元素，且須滿足判别式 p2 − 4q < 0，最後還有泛點 (0). 對任何域，Spec k[t] 中的閉集有且只有整個空間，以及有限個閉點組成的集合。（本段僅證明了結論對代數閉域成立。一般情況的證明需要用到交換代數的一個結果：k[t] 的克鲁尔维数為 1。也參見克魯爾主理想定理（英语：Krull's principal ideal theorem））

### 性質
新的扎里斯里拓撲跟古典的最大分別在於，新拓撲中的點無須為閉點。格羅滕迪克引入了泛點，以擴展此定義。泛點即有最大閉包的點，其對應包含零理想的最小素理想。而閉點則對應 A 的極大理想。不過注意，譜和射影譜也是 T0 空間，因為給定任意兩點 P, Q, 其對應 A 中的兩個互異的素理想，故必一個不包含另一個，假設 P 不包含 Q, 則 D (Q) 包含 P，但不包含 Q.
正如在古典代數幾何所見，任何譜或射影譜都是（擬）緊的，且若該環為諾特環，則其譜是諾特空間。但是，這與一般直覺有所抵觸。平常若一個開集是緊的，則其為空間的某個連通分支，而對仿射空間（例如歐幾里得空間）來說，整個空間並非緊的。可見扎里斯基拓撲在幾何上有其不當之處。格羅滕迪克引入了正常性的概念，用來描述概形和概形間的態射，使得緊的概念回復直觀。其中 Proj 是正常的，但 Spec 不是。

## 延伸閱讀
- Hartshorne, Robin, , Berlin, New York: Springer-Verlag, 1977, ISBN 978-0-387-90244-9, MR 0463157, OCLC 13348052
- Todd Rowland. . MathWorld.